# Classe Audace (cacciatorpediniere 1971)
Le unità navali della classe Audace sono state dei cacciatorpediniere lanciamissili della Marina Militare Italiana. La classe era costituita da due unità, Audace e Ardito realizzate dai Cantieri Navali Riuniti e dalla Italcantieri rispettivamente negli stabilimenti di Riva Trigoso e Castellammare di Stabia, entrate in linea all'inizio degli anni settanta e rimaste in servizio fino a metà del primo decennio del nuovo millennio.
Nel programma erano previste quattro unità: Ardito, Audace, Animoso ed Ardimentoso, ma la costruzione delle altre due unità, per motivi di bilancio, fu rinviata. L'urgenza della costruzione delle prime due, effettuata con bilancio ordinario, fu determinata dalla necessità di sostituire entro la fine degli anni settanta i due cacciatorpediniere della classe Impetuoso, che non erano stati sottoposti ad alcun lavoro di aggiornamento sia per quanto riguardava l'elettronica sia per quanto riguardava l'armamento. Le due unità la cui costruzione era stata a lungo rimandata sono entrate poi in servizio all'inizio degli anni novanta con notevoli miglioramenti costituendo la classe Durand de la Penne o Super Audace.

## Caratteristiche
Le due unità sono un miglioramento dei precedenti classe Impavido con aumento delle dimensioni e del dislocamento e con il potenziamento dell'armamento, in particolare quello antisommergibile e la presenza della componente elicotteristica.
Lo scafo a ponte continuo con accentuata insellatura prodiera si raccordava gradatamente fino ad estrema poppa ed era ripartito in 16 compartimenti stagni; la prora molto slanciata ed elegante era dotata di bulbo di dimensioni moderate. La poppa, larga, simile a quella dei “Doria” accoglieva il ponte di volo con la sottostante poppetta riservata alle operazioni d'ormeggio. La sovrastruttura era divisa in due blocchi ognuno dei quali con un fumaiolo in configurazione mack con integrati gli alberi delle elettroniche. Immediatamente a poppavia del secondo blocco, con un'altezza leggermente superiore, c'era l'ampio hangar, che poteva ospitare due elicotteri medi tipo AB-212 oppure un elicottero medio-pesante tipo SH-3D Sea King in versione antisommergibile.
La propulsione era a vapore con due caldaie Foster Wheeler e due turbine, la cui potenza di 73000 CV permetteva una velocità 33 nodi, con un'autonomia di 4000 miglia a 25 nodi. Le turbine erano CNR/Westinghouse sull'Audace e Ansaldo/General Electric sull'Ardito. La mancata adozione di un apparato di propulsione articolato su Turbine a Gas, del tipo CODAG o CODOG fu dovuta al timore di incorrere in tempi lunghi per il suo collaudo. La diversità dei gruppi turboriduttori è dovuta al fatto che le navi vennero realizzate in cantieri navali differenti. I Cantieri Navali Riuniti erano un gruppo integrato, responsabile in toto ed in proprio della piattaforma, in quanto non solo costruiva lo scafo, ma aveva un importante stabilimento meccanico, a Riva Trigoso, che produceva tutti i componenti dell'apparato motore, turbine, riduttori, caldaie ed ausiliari, mentre l'Italcantieri, da cui dipendeva il Cantiere di Castellamare comprava da terzi l'apparato motore, nel caso specifico l'Ansaldo Meccanico Nucleare, nato dallo scorporamento di attività del Gruppo Ansaldo, facente capo a Finmeccanica. I riduttori, del tipo a doppia riduzione, avevano certe similitudini di progetto ma profonde differenze per le modalità di montaggio e messa a punto, anche in relazione alle linee d'assi, mentre le turbine principali erano di tipo diverso, ed avevano sistemi totalmente diversi di adduzione del vapore. Anche le caldaie, pur essendo ambedue sviluppate su licenza Foster Wheeler erano simili ma non identiche tra le due navi, anche se le differenze erano meno marcate, mentre gli ausiliari erano comuni alle due navi, e, per quanto riguarda le turbomacchine, tutte di fornitura CNR.
Il progetto di queste unità scaturì dall'esigenza di migliorare qualitativamente la linea dei cacciatorpediniere dopo che le unità classe Indomito, entrate in servizio nel 1957 e 1958, dotate di armamento antiaereo costituito da quattro cannoni da 127/38 mm e 16 mitragliere da 40/56 mm, dopo appena pochi anni di attività, si erano rivelate inadeguate nel contrasto aereo contro i moderni caccia a reazione ed altrettanto inefficaci nella lotta contro i sottomarini a propulsione nucleare. D'altro canto le unità della classe Impavido, entrate in servizio nel 1963 e nel 1964, pur essendo dotate di moderno armamento antiaereo a media gittata, con l'adozione di una rampa di lancio per missili Tartar, rimanevano carenti nella lotta antisommergibili, per l'impossibilità progettuale di poter imbarcare elicotteri. Il tentativo di equipaggiare le due unità con l'Agusta A 106, costruito appositamente in due soli esemplari per i due cacciatorpediniere che avevano a poppa una piccola piattaforma di appontaggio, era risultato vano. La necessità di armonizzare in maniera più equilibrata le capacità antiaeree, antinave e antisommergibile, aveva reso necessario un aumento delle dimensioni e del dislocamento rispetto agli Impavido, anche in previsione di un futuro miglioramento delle capacità operative. Le due unità della Classe Audace tuttavia, all'entrata in servizio, presentavano alcune carenze, quali la mancanza di una C.O.C., l'inadeguatezza del radar di scoperta aerea, la mancanza di sistema missilistico superficie-superficie, ancora in fase di realizzazione, in quanto all'entrata in servizio delle due unità era ancora in fase di sperimentazione il sistema Teseo, che venne imbarcato sull'aliscafo Sparviero nel 1974 ed adottato dalle fregate della classe “Lupo” a partire dal 1977 ed infine la mancata adozione di un apparato di propulsione articolato su Turbine a Gas, del tipo CODAG o CODOG, dovuta al timore di incorrere in tempi lunghi per il suo collaudo. Tali carenze vennero tutte superate nel corso degli anni ad eccezione per quel che riguarda l'apparato motore.
Tra il 1987 e il 1990 i due cacciatorpediniere furono ampiamente rimodernati con notevole potenziamento dell'armamento, permettendo di incrementarne le proprie capacità antinave ed antiaerea con l'imbarco dei sistemi missilistici Albatros e Teseo, e dell'elettronica, superando definitivamente alcune carenze che le due unità avevano all'epoca della loro entrata in servizio, attribuendo il giusto merito alla bontà del progetto.
I lavori di ammodernamento vennero eseguiti presso nell'Arsenale La Spezia: l'Ardito nel periodo 1987-1988 e l'Audace nel 1988-1990.

### Armamento
Le due unità all'origine erano armate con due cannoni prodieri da 127/54 mm e quattro cannoni da 76/62 mm Compatto lungo le fiancate. La rampa dei missili Tartar, che avevano anche secondaria capacità antinave, era collocata sopra l'hangar in cui trovavano ricovero due elicotteri AB 212 in versione antisommergibile. Completavano l'armamento due lanciasiluri tripli Mk 32 per siluri leggeri Mk 46/Mk 44, collocati sulle fiancate lateralmente al blocco posteriore della sovrastruttura a poppavia del mack poppiero e due lanciasiluri da 533mm per siluri tipo A-184, utilizzabili anche in funzione antinave, collocati all'interno della poppetta sottostante l'hangar con i fori di uscita sullo specchio di poppa, che dopo i lavori di ammodernamento delle due unità furono giudicati inutili e quindi rimossi.
I lavori eseguiti sulle due unità videro la sostituzione di uno dei due cannoni prodieri da 127/54mm con un lanciatore ottuplo del sistema Albatros per missili Aspide per la difesa antiaerea a medio raggio, la sostituzione dei quattro cannoni da 76/62mm Compatto con quattro 76/62 mm Super Rapido. Le torri prodiere da 127/54 sbarcate dalle due unità vennero destinate ai cacciatorpediniere della classe “Animoso”, in fase di costruzione. La difesa di punto contro eventuali aerei e missili che fossero sfuggiti al sistema Albatros era affidata all'unica torre da 127/54 mm e dai quattro cannoni da 76/62 mm Compatto a tiro rapido.
La difesa aerea e antimissile a lungo raggio vide l'adattamento del lanciatore Mk 13 per la sostituzione dei missili Tartar con i missili Standard SM-1MR, che raggiungevano oltre 45 chilometri di portata.
il contrasto contro unità di superficie veniva esteso fino ad una portata di circa 150 km con l'installazione di quattro lanciatori a celle singole OTOMAT per i missili di superficie antinave Teseo. collocati a centro nave nello spazio fra i due blocchi della sovrastruttura. Le celle erano sistemate, per coppia, in maniera asimmetrica, con l'imboccatura di lancio rivolta verso i bordi esterni delle due fiancate. In caso di non visibilità del bersaglio da parte dei sensori radar, la guida del missile veniva assicurata, fino al limite dell'attivazione automatica dell'autoguida, dall'elicottero di bordo.

### Elettronica
L'elettronica delle due unità ha subito nel corso degli anni notevoli miglioramenti. Le due unità furono le prime ad essere equipaggiate all'origine di Sistema Automatico di Direzione delle Operazioni di Combattimento SADOC-1. La maggior parte delle elettroniche erano collocate nei due mack. Il mack prodiero sosteneva le antenne dei radar di scoperta aeronavale R.C.A. AN/SPS-12 e il radar di navigazione e scoperta di superficie SMA MM/SPQ-2 che era collocato su una mensola dell'alberetto del mack.. Il radar di scoperta aerea R.C.A. AN/SPS-12, che inizialmente equipaggiava le due unità si era manifestato inadeguato e venne sostituito a metà degli anni settanta dal nuovo radar bidimensionale di scoperta aerea lontana Selenia MM/SPS-768 (RAN 3L) di costruzione nazionale, collocato sul mack prodiero, con secondario IFF Mk XII, una potenza di picco di 135 kW  e una portata di 220 chilometri, operante in banda D, secondo la designazione NATO, o L secondo la designazione IEEE. Il radar MM/SPS-768 (RAN-3L) venne sviluppato dalla Selenia a partire dall'intenzione manifestata nel maggio 1966, da parte della Marina Militare Italiana, di sostituire il radar R.C.A. AN/SPS-12/40, adottato da tutte le unità costruite negli anni sessanta e dalla determinazione con cui la Marina Militare proseguiva il cammino verso l'indipendenza dal mercato americano, soprattutto quello relativo alle sempre più sofisticate apparecchiature elettroniche. Il contratto per lo sviluppo della nuova apparecchiatura venne firmato nel 1968. Nell'attesa dello sviluppo del nuovo radar, per le esigenze dell'incrociatore Vittorio Veneto e per le due unità della classe Audace, vennero acquistati tre radar Lockheed Electronics AN/SPS-40, ma si preferì sostituire i vecchi AN/SPS-12 del Doria e del Duilio e imbarcare provvisoriamente sulle due unità della classe Audace le due apparecchiature sbarcate dai due incrociatori, in attesa del nuovo radar della Selenia MM/SPS-768, che fu in produzione a partire da novembre 1975 e avrebbe equipaggiato tutte le unità di altura della squadra navale a partire dalla seconda metà degli anni settanta. Il radar Selenia MM/SPS-768 (RAN 3L) con secondario IFF Mk XII, è stato successivamente aggiornato nel corso dei lavori di ammodernamento effettuati alla fine degli anni ottanta. Le due unità della classe Audace e i due Doria sono state le prime unità della Marina Militare ad essere equipaggiate con questo radar.

L'antenna del TACAN e il radar di scoperta di superficie

A proravia del mack prodiero trovava collocazione il radar bidimensionale per scoperta aerea a media distanza e a bassa quota Selenia MM/SPS-774 (RAN-10S) con antenna SMA OA-3 e secondario IFF Mk XIII, che aveva una portata era di 155 km, e sul cielo della plancia trovavano posto la prima delle tre direzioni di tiro Selenia SPG-70 con centrale Argo NA 10 Mod. 0 e radar Orion RTN 10X per i calibri principali ed in posizione più sopraelevata l'antenna del TACAN, per la radionavigazione degli elicotteri imbarcati, mentre le altre due centrali di tiro SPG-70, asservite ai 76/62 Compatto, erano collocate ai lati del mack poppiero. Il secondo blocco della sovrastruttura iniziava con il secondo mack, su cui era innestata una mensola dove trovava collocazione l'antenna del radar di scoperta aerea tridimensionale Hughes AN/SPS-52, aggiornato dopo i lavori di ammodernamento alla versione AN/SPS-52C con antenna tipo AN/SPA-72B, che aveva una portata di 440 km mentre asservita ai missili Tartar e successivamente agli Standard c'era una centrale di tiro Mk-74 con due radar guida missili Raytheon AN/SPG-51 collocati sul cielo della sovrastruttura a poppavia del secondo mack.
Il sonar C.W.E 610, attivo a media frequenza, era a collocato in chiglia.
Per un breve periodo di tempo sull'Ardito venne installata, tra la D.T. NA-10 e il TACAN l'antenna del radar SPQ-5B, denominato “Sarchiapone”, che grazie alla sua elevata sensibilità venne adottata per la ricezione satellitare in banda UHF durante la crociera di circumnavigazione del globo effettuata nel 1979-’80 dall'Ardito e dal Lupo, inquadrati nel 6º Gruppo Navale.
Al termine dei lavori di ammodernamento il nuovo aspetto delle due unità della classe Audace è stato caratterizzato oltre che dalla presenza dei nuovi sistemi d'arma anche da nuove apparecchiature elettroniche.
Il radar SMA MM/SPQ-2D dopo gli ammodernamenti venne destinato solo a compiti di scoperta di superficie e le due unità vennero dotate di radar di navigazione MM/SPN-748 di fabbricazione nazionale, della GEM Elettronica, sistemato sotto il radar di scoperta aerea MM/SPS-768 (RAN-3L) su una mensola del mack prodiero.
Alla difesa aerea a medio raggio, affidata ai missili Aspide, e alla difesa di punto, affidata alle artiglierie, erano asserviti tre sistemi Dardo-E con direzioni di tiro Selenia-Elsag SPG-76/RTN 30X Argo NA 30 con sistema di puntamento a guida infrarosso e laser, che hanno sostituito le direzioni di tiro NA-10 precedenti. Le nuove direzioni di tiro erano il prodotto della collaborazione tra la Selenia e la Elsag e, totalmente integrati nel sistema di combattimento, erano in grado di guidare le artiglierie in funzione antiaerea, antisuperficie e nel tiro contro costa. Le tre direzioni di tiro erano collocate come le precedenti, una sul cielo della plancia destinata al cannone prodiero e al sistema Albatros e due in posizione laterale in due mensole poste sul mack poppiero, con un orizzonte ottico di 360° asservita ai cannoni da 76mm Compatto a tiro rapido. Il radar RTN-30X poteva essere abbinato all'Otobreda Compatto o Super Rapido, al cannone da 127/54, al Breda Dardo e ai missili Sea Sparrow/Aspide. Le prime unità equipaggiate con sistema Dardo-E con il 76mm Super Rapido sono stati i due Audace dopo gli ammodernamenti, mentre le prime unità ad essere equipaggiate sin dalla costruzione con il Dardo-E abbinato ai 76mm SR furono i due cacciatorpediniere classe Durand de la Penne.
L'antenna del TACAN Face Standard del tipo URN-25 venne collocata su una mensola dell'alberetto del mack prodiero.
In posizione laterale, lungo il ponte di coperta, all'altezza della rampa di lancio Mk.13 erano collocati due lanciarazzi multipli di 20 tubi da 105mm del sistema SCLAR, per il lancio di chaff/flares/decoys, per la difesa passiva delle unità, controllati da parte della suite di guerra elettronica e pienamente coordinati con i sistemi di difesa attiva della nave.
Al termine dei lavori di ammodernamento le due unità potevano disporre di Centrale Operativa di Combattimento (C.O.C.), di nuova adozione con Sistema di Comando e Controllo AESN IPN 20 SADOC-2 (Sistema Automatico per la Direzione delle Operazioni di Combattimento) con 10 console, per il coordinamento di tutti i sensori esterni delle unità, allo scopo di determinare la scelta del sistema di difesa più adatto per affrontare eventuali aggressioni, da parte di forze nemiche.
Le elettroniche dopo i lavori di ammodernamento

Le elettroniche del secondo blocco della sovrastruttura
Le elettroniche del primo blocco della sovrastruttura

## Servizio
Le due unità, in servizio alla base navale della Spezia sono state inquadrate nel 1º Gruppo navale d'altura della I Divisione navale ed hanno fatto, il 28 settembre 2006, il loro ultimo ammainabandiera. In oltre 30 anni di attività hanno operato sia nel Mediterraneo che nei mari del mondo in operazioni navali, esercitazioni e attività di rappresentanza: l'Audace nella sua vita operativa ha percorso 630.000 miglia e l'Ardito 562.000 miglia in oltre 56.000 ore di moto ciascuna. Con l'uscita dal servizio di queste navi finisce definitivamente per la marina italiana l'epoca della propulsione navale mediante vapore, che era iniziata nel 1861, quando nella neo costituita Regia Marina era stato incorporato il pirovascello Monarca, proveniente dalla Real Marina del Regno delle Due Sicilie e ribattezzato Re Galantuomo.
Le due unità in disarmo furono ormeggiate dal 2006 al 2018 nell'Arsenale della Spezia in attesa del loro destino finale.
Audace e Ardito furono demolite ad Aliaga, Turchia, nel 2018. 
Le navi della classe Audace sono state sostituite dalle nuove unità del tipo Orizzonte della classe Andrea Doria.

## Unità navali
| Marina Militare Classe Audace | Marina Militare Classe Audace | Marina Militare Classe Audace | Marina Militare Classe Audace | Marina Militare Classe Audace | Marina Militare Classe Audace | Marina Militare Classe Audace | Marina Militare Classe Audace | Marina Militare Classe Audace |
| Matricola                     | Nome                          | cantiere                      | Impostazione                  | Varo                          | Consegna                      | ITU                           | Disarmo                       | Destino finale                |
| ----------------------------- | ----------------------------- | ----------------------------- | ----------------------------- | ----------------------------- | ----------------------------- | ----------------------------- | ----------------------------- | ----------------------------- |
| D 550                         | Ardito                        | Castellammare di Stabia       | 19 luglio 1968                | 27 novembre 1971              | 5 dicembre 1973               |                               | 28 settembre 2006             | demolita nel 2018             |
| D 551                         | Audace                        | Riva Trigoso                  | 27 aprile 1968                | 2 ottobre 1971                | 16 novembre 1972              |                               | 28 settembre 2006             | demolita nel 2018             |

## Galleria d'immagini

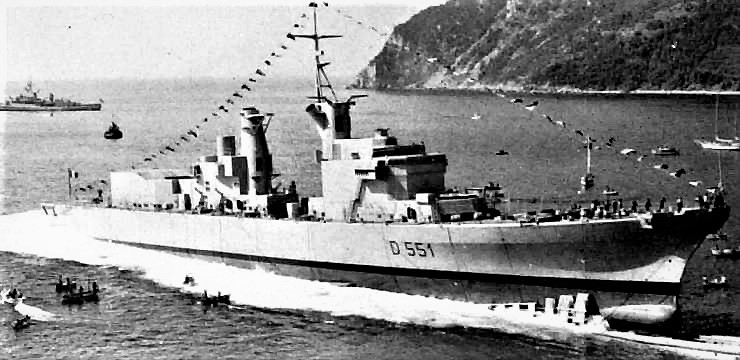
L'Audace al varo
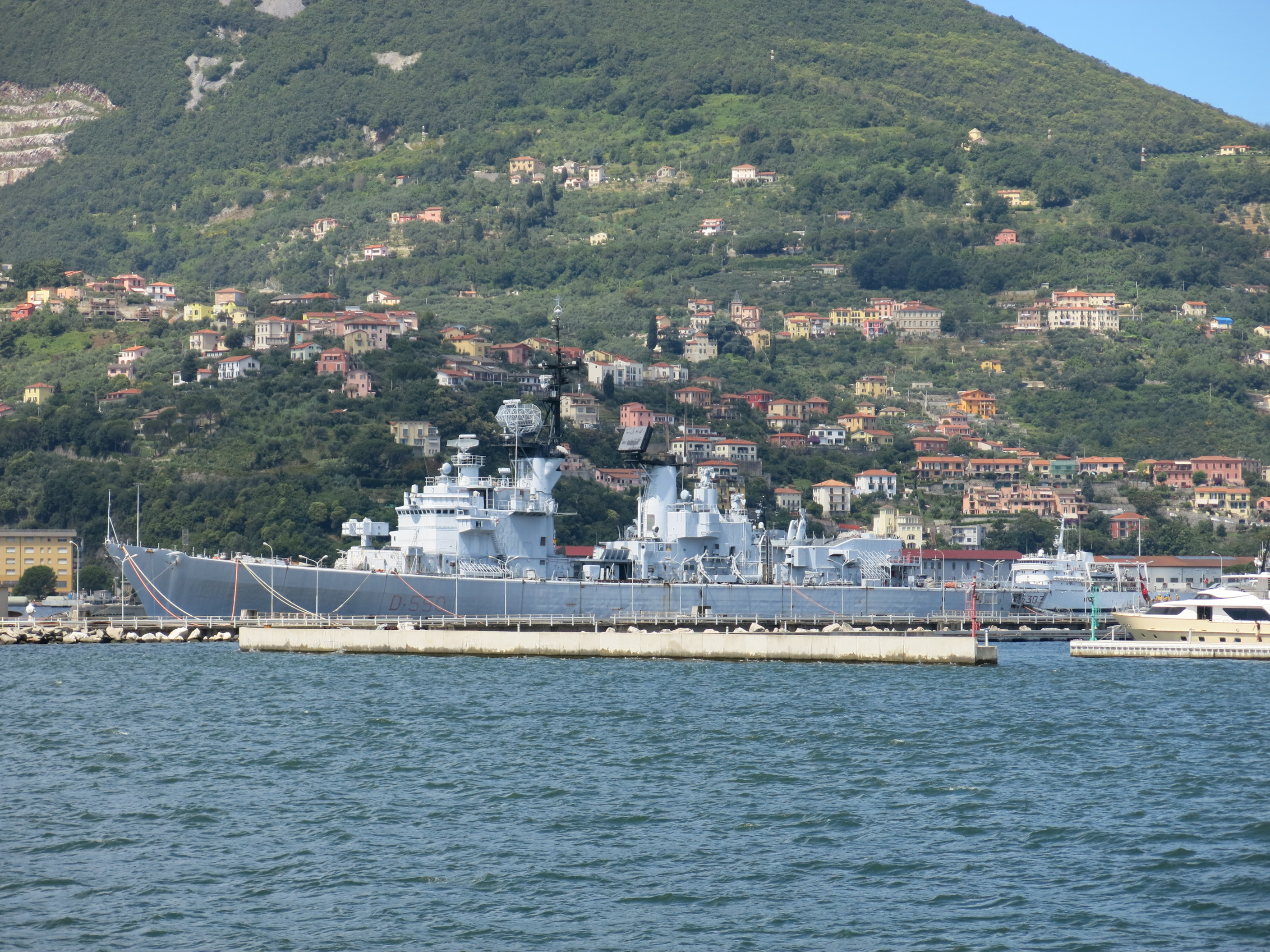
L'Ardito ormeggiato al molo
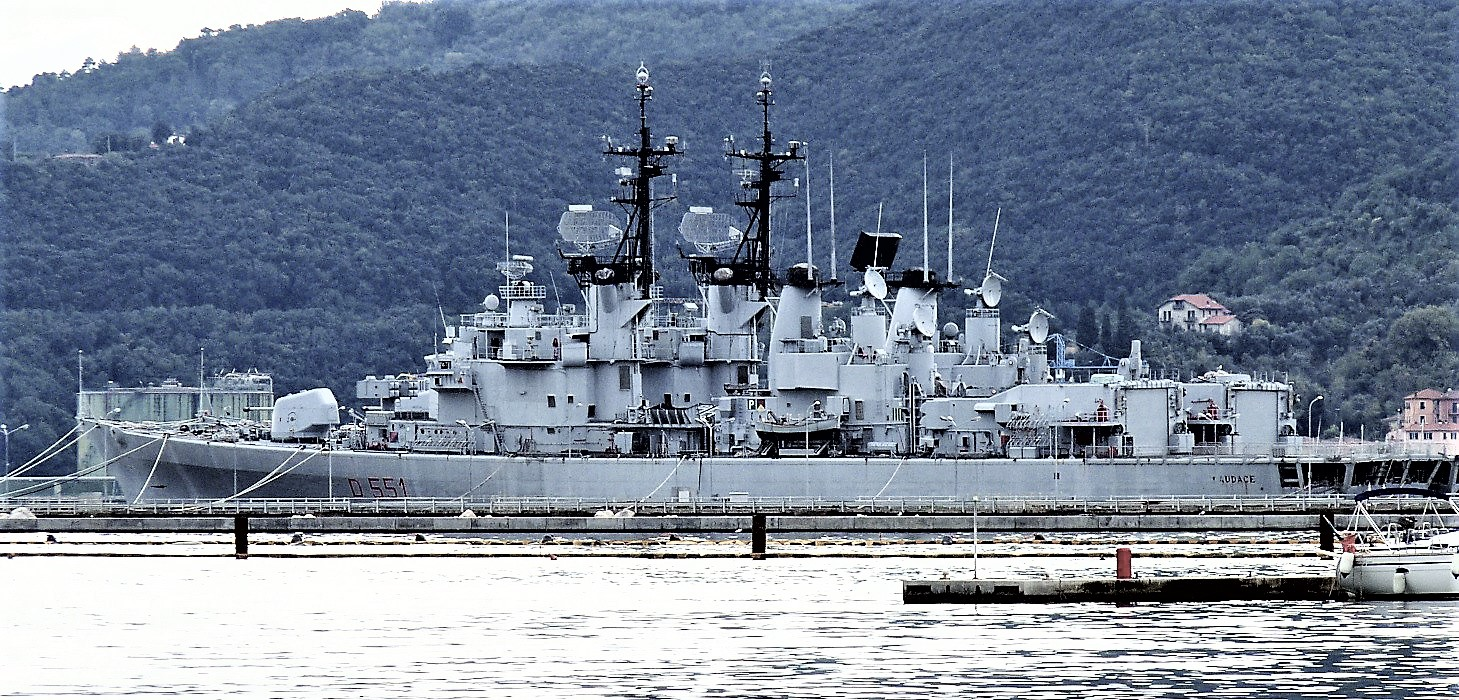
Audace e Ardito in disarmo a La Spezia